# Aegomorphus planiusculus
Aegomorphus planiusculus är en skalbaggsart som beskrevs av Holzschuh 1998. Aegomorphus planiusculus ingår i släktet Aegomorphus och familjen långhorningar. Inga underarter finns listade i Catalogue of Life.